# Avenida U (línea Culver)
Avenida U es una estación local en la línea Culver del Metro de Nueva York de la división B del Independent Subway System (IND). La estación se encuentra localizada en Midwood, Brooklyn entre la Avenida U y la Avenida McDonald. La estación es servida por los trenes del servicio .